# 缨小卷蛾属
缨小卷蛾属（学名：Thysanocrepis）是卷蛾科下的一个属。

## 下属物种
本属包括以下物种：
- Thysanocrepis celebensis Diakonoff, 1975
- 云缨小卷蛾 Thysanocrepis crossota (Meyrick, 1911)